# Saint-Marc-Jaumegarde
 Saint-Marc-Jaumegarde  es una comuna y población de Francia, en la región de Provenza-Alpes-Costa Azul, departamento de Bocas del Ródano, en el distrito de Aix-en-Provence y cantón de Aix-en-Provence Nordeste.
Su población en el censo de 2014 era de 1193 habitantes. Forma parte de la aglomeración urbana de Marsella-Aix-en-Provence.
Está integrada en la Communauté d’agglomération du Pays d’Aix-en-Provence .

## Demografía
| 207 | 356 | 539 | 517 | 884 | 1 078 |
| Para los censos de 1962 a 1999 la población legal corresponde a la población sin duplicidades (Fuente: INSEE [Consultar]) |     |     |     |     |       |